# Carlos Michelangeli
Carlos Andrés Michelangeli Armas (11 de agosto de 1971) es un político venezolano. Fue diputado a la Asamblea Nacional por el estado Anzoátegui en el periodo 2016-2021.

## Carrera
Michelangeli se graduó como abogado de la Universidad Santa María (USM), donde ha sido profesor de derecho. En 1997 se desempeñó como prefecto del municipio Bolívar del estado Anzoátegui, además de asesor jurídico en la policía municipal y en puertos de Anzoátegui. En las elecciones municipales de 2013 fue candidato opositor de la alcaldía de Simón Bolívar del estado Anzoátegui, perdiendo contra Guillermo Martínez. Fue candidato para diputado de la Asamblea Nacional por el circuito 3 del estado Anzoátegui, incluyendo los municipios Bolívar, Píritu y Peñalver, y fue reelecto como diputado de la Mesa de la Unidad Democrática (MUD) en las elecciones parlamentarias de 2015 para el periodo 2016-2021. Michelangeli se ha desempeñado como vicepresidente de la Comisión Permanente de Finanzas y Desarrollo Económico.
En noviembre de 2021 Fue nuevamente candidato a la alcaldía de la ciudad de Barcelona por la Mesa de la unidad quedando de tercer lugar obteniendo un 12.72%, frente al exgobernador Dennis Balza Ron y la candidata oficialista Sugey Herrera quien resultó electa